# Sikandar Jahan

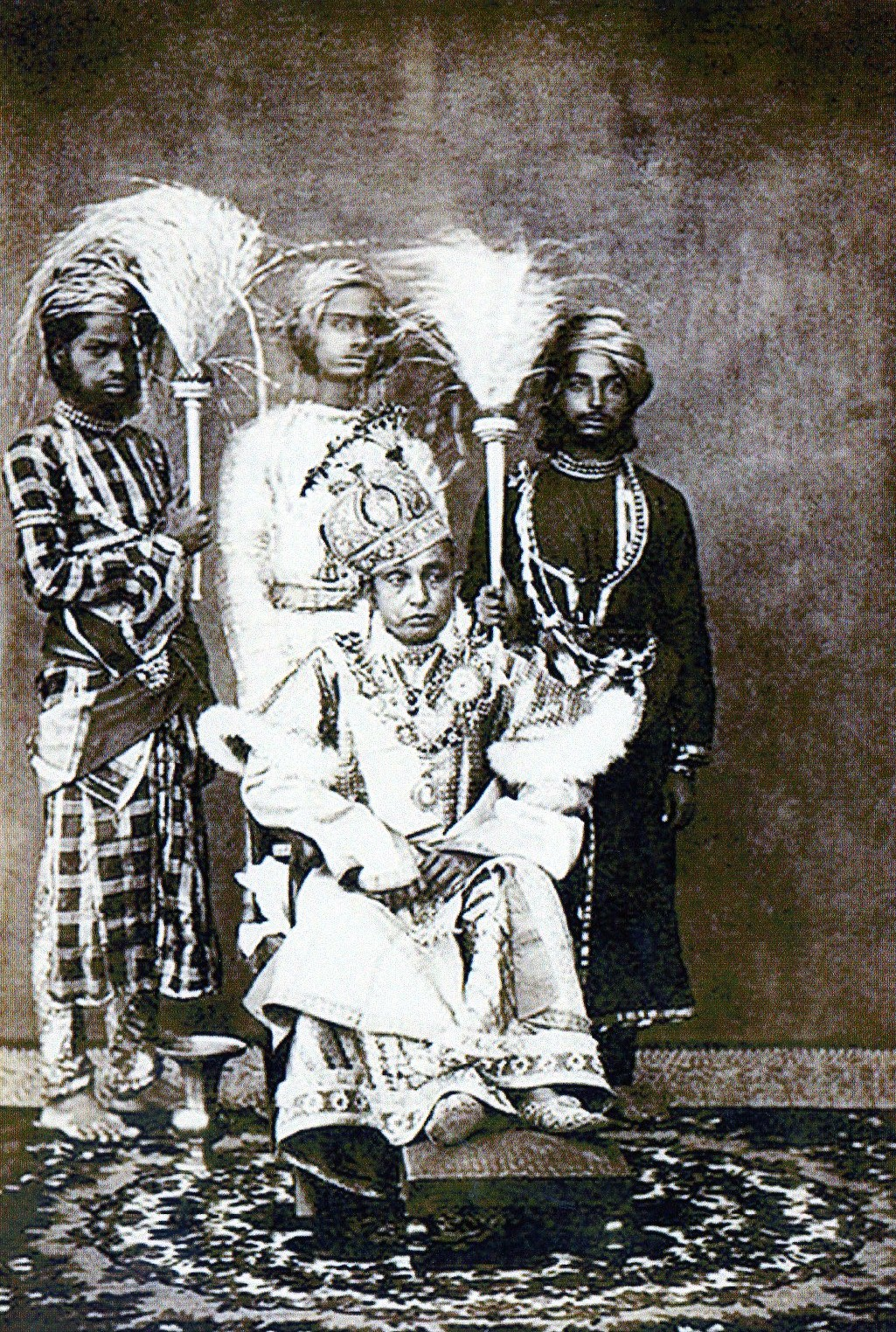
Sikander Begum, Bhopal

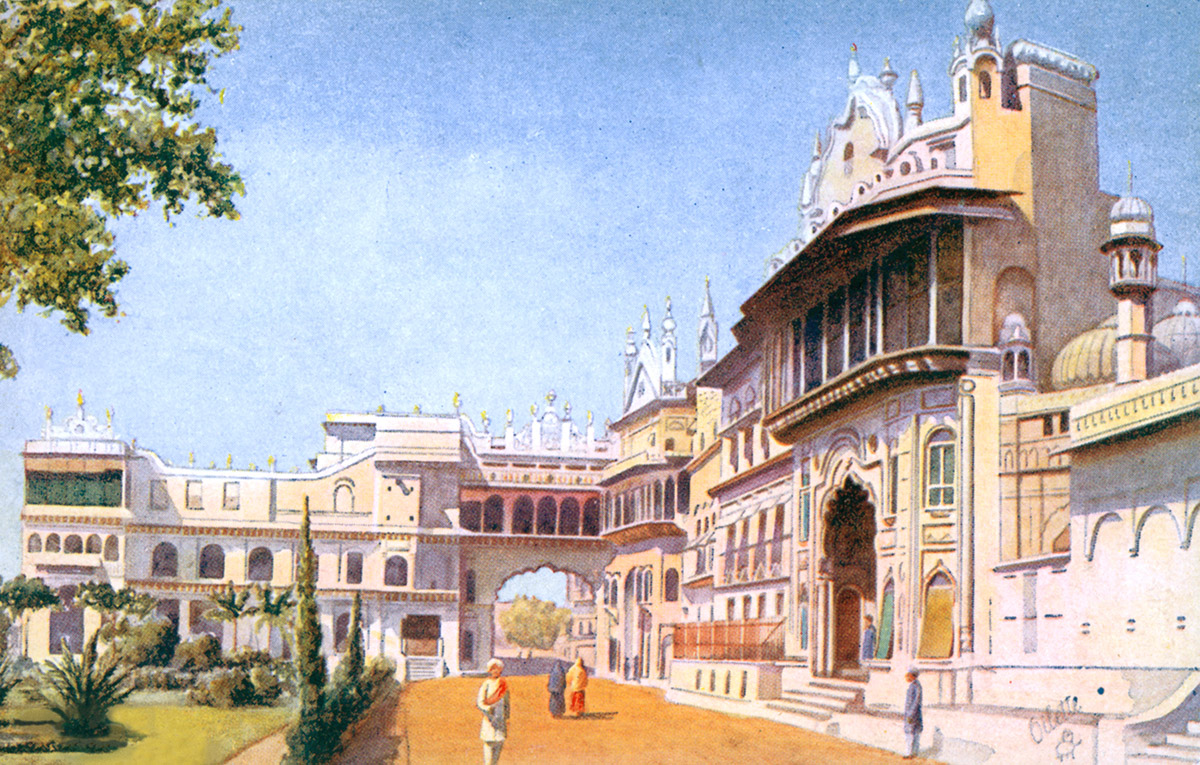
Haupteingang des Gohar Mahal, Bhopal

Sikandar Jahan Begum, auch Sikander Begum genannt (* 10. September 1817 im Gohar Mahal, Bhopal; † 30. November 1868 im Moti Mahal, Bhopal) war Begum und von 1860 bis 1868 Regentin (Nawab) des Fürstenstaates Bhopal.

## Leben
Sikander Begum wurde von ihrer Mutter Qudsia als rechtmäßige Nachfolgerin und Regentin Bhopals erzogen. Nachdem die Regentschaft Qudsias als Nawab von Bhopal jedoch 1837 geendet hatte, übernahm Jahangir Muhammad Khan, Ehemann und Rivale von Sikander Begum, auf britisches Betreiben hin die Regentschaft. Nach seinem Tod 1844 wurde Sikander Begum nicht Nawab, sondern stellvertretende Regentin Bhopals für ihre minderjährige Tochter Shah Jahan. Diese verzichtete 1860 zu Gunsten ihrer Mutter. Sie regierte bis zu ihrem Tod 1868.
Wie ihre Mutter Qudsia beachtete Sikandar die Parda-Regeln nicht, ritt in Prinzenkleidung durch die Stadt, ging auf Tigerjagd und inspizierte die Truppen. Sie war in Kampfkunst ausgebildet und hat während ihrer Regentschaft viele Kämpfe ausgetragen. Es wird ihr ein Regieren mit eiserner Hand nachgesagt.
Während des Indischen Aufstands von 1857 stand sie auf der Seite des britischen Empires. Die Revolten gegen die Briten in Bhopal und Umgebung schlug sie bereits im Anfangsstadium nieder.
Sie tat auch sehr viel für die öffentliche Wohlfahrt, sie betrieb Straßenbau und verstärkte die Forts. Sie erbaute die Moti Masjid (Perlenmoschee) und den Moti Mahal (Perlenpalast) in Bhopal. Sie etablierte Reformen, die im Sinne der Briten waren, wie etwa die Abschaffung der Sklaverei und des Eunuchentums, richtete Schulen und Waisenhäuser ein und leitete eine Reform des Steuer- und Handelssystems ein. Insbesondere setzte sie sich für die Mädchenbildung ein. Gleichzeitig nutzte sie ihre Herrschaft, um die Islamisierung in ihrem Machtbereich voranzutreiben, was den Briten ganz und gar nicht gefiel. So durften etwa Hindus vor Gericht nicht als Zeugen auftreten. Diese Maßnahmen waren Teil einer von ihr geplanten „Moghul-Renaissance“, die sich auch im Namen Shah Jahan, den sie ihrer Tochter gab, widerspiegelte.
1861 wurde sie als Knight Companion in den Order of the Star of India aufgenommen und 1866 zum Knight Grand Commander desselben Ordens erhoben.
1864 begab sich Sikander Begum in Begleitung ihrer Mutter Qudsia als erste muslimische Frau auf Pilgerreise nach Mekka. Das Britische Empire beobachtete die zunehmenden Pilgerbewegungen argwöhnisch. So war Colonel Henry Durand, damals Mitarbeiter im Außenministerium der Indischen Regierung unter Charles Canning, interessiert an einem detaillierten Bericht der einflussreichen Regentin. 1867 begann Sikander Begum mit Aufzeichnungen über diese Reise, von denen es ursprünglich nur zwei Exemplare in Urdu gab, die den Ehefrauen der britischen politischen Agenten in Bhopal, Lady Durand und Mrs. Willoughby-Osborne überreicht wurden. Sie ließ sich von ihnen dazu überreden, den Bericht auf Englisch zu publizieren und widmete ihn Queen Victoria. Die Begum starb, bevor die Übersetzung fertig war, so übernahm es ihre Tochter Shah Jahan Begum, ein Vorwort zu schreiben. Das übersetzte Buch wurde mit Fotografien von James Waterhouse und F. Fitzjames ausgestattet.

## Veröffentlichung
- Nawab Sikandar Begum of Bhupal: A Pilgrimage to Mecca. Übersetzt vom Original in Urdu von Mrs. Willoughby-Osborne, William Willoughby-Osborne. Hrsg.: Willoughby-Osborne. W.H. Allen, London 1870.
- Andere Ausgaben:
  - Nawab Sikander Begum: A princess's pilgrimage. A pilgrimage to Mecca (1863-1864). Kube, Leicester 2007, ISBN 978-1-84774-000-7 (englisch).
  - Mit Siobhan Lambert-Hurley: A princess's pilgrimage. Nawab Sikandar Begum's A pilgrimage to Mecca. Indiana University Press, Bloomington 2008, ISBN 978-0-253-35194-4 (englisch, Erstausgabe:  2007).